# 大垣市立静里小学校
大垣市立静里小学校（おおがきしりつ しずさとしょうがっこう）は、岐阜県大垣市にある市立小学校。

## 概要
- 大垣市立静里幼稚園を併設する。

## 沿革
- 1873年（明治6年）6月 - 
  - 不破郡塩田村[注釈 1]に講習義校が開校。
  - 不破郡桧村に桧村義校が開校。
- 1880年（明治13年） -
  - 講習義校が講習学校に改称する。
  - 桧村義校が福田村の由生学校に統合される。
- 1886年（明治19年） - 長松村、荒川村、中曽根村、島村、十六村、綾戸村、矢道村、榎戸村で学校組合を設置し、長松尋常高等小学校[注釈 2]が開校する。
- 1889年（明治22年）以前 - 講習学校が廃校となる[注釈 3]。
- 1897年（明治30年）4月1日 - 静里村、荒川村、久徳村、中曽根村、桧村が合併し、静里村が発足。静里・久徳は大垣町の久瀬川尋常小学校、荒川・中曽根・笠毛は荒崎村の長松尋常高等小学校、桧は宇留生村の宇留生尋常小学校へ委託する。
- 1910年（明治43年）4月 - 静里村に静里尋常小学校が開校。静里村小笠毛に仮校舎が完成し、荒崎村と宇留生村への児童委託を解除。荒川・中曽根・笠毛・桧の児童が通学する。
- 1912年（明治45年）4月 - 久徳の児童が久瀬川尋常小学校から静里尋常小学校に転入する。
- 1916年（大正5年）4月 - 現在地に校舎が完成。大垣町への児童委託を解除し、静里の児童が久瀬川尋常小学校から静里尋常小学校に転入し、静里村の児童が全て静里尋常小学校に通学となる。
- 1917年（大正6年） - 静里尋常高等小学校に改称する。
- 1940年（昭和15年）2月11日 - 静里村が大垣市に編入される。
- 1941年（昭和16年） - 静里国民学校に改称する。
- 1945年（昭和20年）7月29日 - 大垣空襲により校舎が全焼。大垣西国民学校の校舎の一部、及び数箇所の寺院で分散授業。
- 1947年（昭和22年）4月1日 - 大垣市立静里小学校に改称する。
- 1948年（昭和23年）4月 -
  - 校舎を新築する。
  - 大垣市立静里幼稚園が開園する。静里小学校に併設する。
- 1971年（昭和46年） - 新校舎（鉄筋コンクリート造）が完成。
- 1975年（昭和50年） - 校舎を増築。

## 通学区域
- 静里町、桧町、中曽根町、荒川町（大谷川以西を除く）、久徳町である[1]。

## 進学先中学校
- 大垣市立西部中学校

## 大垣市立静里幼稚園
- 1948年（昭和23年）開園。
- 4、5歳児を対象とする幼稚園。定員は4歳児が30名、5歳児が35名。
- 園舎は静里小学校の校舎の一部を使用している。
- 通園区域は、5歳児は静里小学校の通学区域と同じであるが、4歳児は通園区域の指定はされていない[2]。